# Circondario di Hof
Il circondario di Hof è uno dei circondari dello stato tedesco della Baviera.

## Città e comuni
(Abitanti il 31 dicembre 2023)
| Comuni del circondario | 1. Helmbrechts (8 372) 2. Lichtenberg (1 026) 3. Münchberg (10 200) 4. Naila (7 618) 5. Rehau (9 366) 6. Schauenstein (1 899) 7. Schwarzenbach a.d.Saale (4 301) 8. Schwarzenbach am Wald (6 878) 9. Selbitz (4 274) | Comuni 1. Bad Steben (3 390) 2. Berg (1 981) 3. Döhlau (3 802) 4. Feilitzsch (2 709) 5. Gattendorf (1 070) 6. Geroldsgrün (2 650) 7. Issigau (973) 8. Köditz (2 409) 9. Konradsreuth (3 179) 10. Leupoldsgrün (1 208) 11. Oberkotzau (5 427) 12. Regnitzlosau (2 203) 13. Sparneck (1 552) 14. Stammbach (2 346) 15. Töpen (1 008) 16. Trogen (1 396) 17. Weißdorf (1 216) 18. Zell im Fichtelgebirge (1 880) |